# 사랑, 텍사스
아이, 테키사스(일본어: 愛、テキサス, 사랑, 텍사스)는 야마시타 토모히사의 솔로 5번째 싱글이다.

## 개요
2011년 1월에 발매된 네번째 싱글 〈하다칸보〉 이후 약 1년 1개월 만에 다섯번째 솔로 싱글이다. NEWS 탈퇴 후 발매한 첫 싱글이기도 하다. 또한 본작부터는 NEWS 데뷔 초부터 소속하고 있던 자니즈 엔터테인먼트를 떠나 워너뮤직 재팬으로 이적했다.
초회 한정반 A, B, 통상 반, 야마시타 토모히사 SHOP 한정반, 로손 한정반 5가지 사양으로 발매되었다.
타이틀 곡인 〈아이, 테키사스〉는 야마시타 주연의 TBS 드라마 최고의 인생을 마감하는 방법, 엔딩 플래너의 주제가이다.
수록곡 Candy는 인피니트, 카라 등의 히트곡을 작곡한 한국인 작곡가(스위툰의 한재호, 김승수, 안준성)의 곡이다.

## 수록곡

### 초회 한정반 A
1. 愛、テキサス (사랑, 텍사스)
  - 작사 : 티카·α / 작곡 : 나가이 세이이치, 편곡 : 티카·α, 나가이 세이이치
2. Candy
  - 작사 : Elvis Woodstock / 작곡·편곡: 한재호, 김승수, 안준성
3. 愛、テキサス (사랑, 텍사스) - 오리지널 가라오케
4. Candy - 오리지널 가라오케

DVD
- "사랑, 텍사스" 뮤직 비디오 수록

### 초회 한정반 B
1. 愛、テキサス (사랑, 텍사스)
2. Candy
3. 愛、テキサス (사랑, 텍사스) - 오리지널 가라오케
4. Candy - 오리지널 가라오케

특전
- 24P 포토 소책자

### 통상 반
1. 愛、テキサス (사랑, 텍사스)
2. Candy
3. PERFECT CRIME
  - 작사 : Kenn Kato / 작곡 : corin. / 편곡 : Jeff Miyahara
4. 愛、テキサス (사랑, 텍사스) - 오리지널 가라오케
5. Candy - 오리지널 가라오케

### 야마시타 토모히사 SHOP 한정반
1. 愛、テキサス (사랑, 텍사스)
2. Candy
3. 愛、テキサス (사랑, 텍사스) - 오리지널 가라오케
4. Candy - 오리지널 가라오케

DVD
- 재킷 촬영, 뮤직 비디오 촬영 메이킹 영상

특전
- 야마시타 토모히사 SHOP 한정 B2 사이즈 고지 포스터

### 로손 한정판
1. 愛、テキサス (사랑, 텍사스)
2. Candy
3. 愛、テキサス (사랑, 텍사스) - 오리지널 가라오케
4. Candy - 오리지널 가라오케

특전
- 체인징 자켓 5매 세트 봉입

## 차트 최고 순위
- 주간 1위 (오리콘)
- 2012년 2월도 6위 (오리콘)
- 2012년 3월도 19위 (오리콘)
- 2012년 상반기 21위 (오리콘)
- 1위 (Billboard JAPAN HOT 100)
- 2위 (Billboard JAPAN Hot Top Airplay)
- 25위 (Billboard JAPAN Adult Contemporary Airplay)